# Liste der Monuments historiques in Cassagne
Die Liste der Monuments historiques in Cassagne führt die Monuments historiques in der französischen Gemeinde Cassagne auf.

## Liste der Bauwerke
| Bezeichnung     | Beschreibung        | Standort | Kennzeichnung | Schutzstatus | Datum | Bild |
| --------------- | ------------------- | -------- | ------------- | ------------ | ----- | ---- |
| Pont de Carraou | Brücke, erbaut 1773 | (Lage)   | PA00094305    | Inscrit      | 1979  |      |

## Liste der Objekte
- Monuments historiques (Objekte) in Cassagne in der Base Palissy des französischen Kultusministeriums